# Ken Mangroelal
Ken Mangroelal (Aruba, 3 juli 1948) is een filosoof en schrijver, geboren op Aruba uit Surinaamse ouders. 
Mangroegal debuteerde in 1978 met de novelle Distance Call; brief aan een Surinaams Antilliaanse moeder, die in de Derde Boekenmaand 1989 herdrukt werd in De oost, de west, de stilte voorbij. De novelle onderzoekt in de betrekkingen tussen een moeder en haar zoon de betekenis van het kolonialisme voor de persoonlijke identiteit. De prozatekst `Discours van een kleinzoon' verscheen in de bloemlezing Sirito (1993), het verhaal "Helder zonder licht" in de bloemlezing Mama Sranan; 200 jaar Surinaamse verhaalkunst (1999).
In 2019 verscheen zijn tweede boek, Caribbean Rhapsody, korte, autobiografische momentopnames van betekenisvolle momenten uit het leven van de schrijver, geschreven in een stijl die soms sterk poëtisch is.
Met zijn essay 'De vloek van Cham voorbij' won hij in 2019 een prijs in een essaywedstrijd over de doorwerking van de slavernij, georganiseerd door het NiNsee en de Lutherse Kerk Amsterdam.
In 2020 verscheen zijn dichtbundel Ik waan mij hier slechts.

## Over Ken Mangroelal
- Michiel van Kempen, Een geschiedenis van de Surinaamse literatuur. Breda: De Geus, 2003, deel II, pp. 1144-1145.